# Heilig Kruiskerk (Vilnius)
De Kerk van het Heilig Kruis (Litouws: Šv. Kryžiaus bažnyčia) is een kloosterkerk van de Congregatie van de Zusters van de Onbevlekte Ontvangenis en bevindt zich in de oude binnenstad van de Litouwse hoofdstad Vilnius. De missen worden er in het Litouws gevierd.

## Geschiedenis

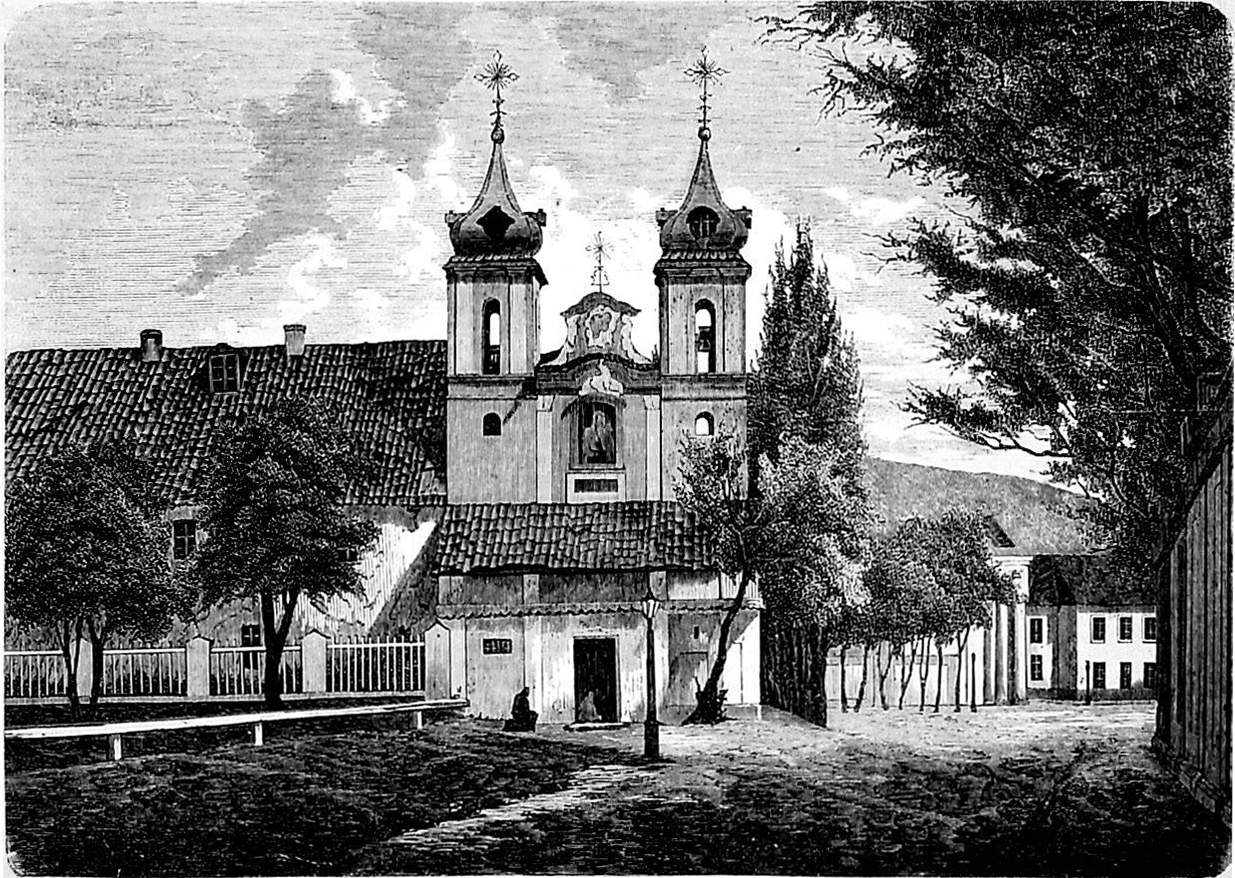
De kerk in 1863

Al in de 14e eeuw stond op de plaats een franciscaans klooster, in een tijd dat het groothertogdom Litouwen nog niet officieel tot het katholicisme was bekeerd. De Franciscanen werden vermoord op de plaats waar tegenwoordig, op de rechter oever van de stad, het Drie-Kruisenmonument staat. Aartsbisschop Paweł Holszański liet in 1543 ter nagedachtenis op de plaats waar zeven van de vermoorde martelaren werden begraven een stenen kapel oprichten ter ere van het Heilig Kruis.
De Hospitaalbroeders van Sint-Johannes de Deo namen in 1635 hun intrek in een aangrenzend huis en lieten de kerk met één schip vergroten. De omliggende gebouwen werden uiteindelijk samengevoegd en verbouwd tot het klooster. De broeders openden er een gastenverblijf en later een tehuis voor geesteszieken.
Na een brand in 1737 werd de gevel vernieuwd met twee torens. De gevel werd in de 19e eeuw opnieuw verfraaid met een fresco van de Maagd met het Kind. In het midden van de 18e eeuw werden er in de kerk barokke altaren geplaatst.
De Russische autoriteiten onttrokken het hospitium aan de leiding van de broeders in 1843 en stelde het onder seculiere leiding. Het psychiatrische ziekenhuis verhuisde in 1903 naar de buitenwijken en de kerk werd gerestaureerd in 1909. in 1924 keerden de hospitaalbroeders terug naar Vilnius. De kerk werd gerenoveerd en in het klooster werden een tehuis voor ouderen en een gaarkeuken ingericht. De broeders verlieten Vilnius in het begin van de Tweede Wereldoorlog en werden in 1947 vervangen door de Zusters Franciscanessen der Onbevlekte Ontvangenis van de Heilige Moeder Gods, maar de atheïstische Sovjet-autoriteiten verjoegen hen in 1949, lieten het kerkgebouw sluiten en het klooster veranderen in een complex voor wooneenheden.
In 1976 volgde de restauratie van de kerk. Het gebouw diende als concertzaal voor het Filharmonisch Orkest van de Socialistische Sovjetrepubliek van Litouwen. De orgelconcerten werden bijzonder populair.
Het kerkgebouw werd ten slotte bij het herstel van de onafhankelijkheid van Litouwen in 1990 teruggegeven aan het aartsbisdom van Vilnius. Het aartsbisdom droeg de kerk net als het klooster vervolgens over aan de religieuzen.